# GCompris
GCompris (è un software didattico multi-attività (edutainment) per bambini e ragazzi dai 2 ai 10 anni. Il nome è un gioco di parole sulla frase francese j'ai compris (io ho capito).

## Caratteristiche
Al suo interno sono contenute più di 150 possibili attività da svolgere relative ad alcuni campi tematici:
- Scoprire il computer: l'utilizzo della tastiera, del mouse...
- Matematica: imparare a contare, memorizzare le tabelline...
- Scienze: il ciclo dell'acqua, i sottomarini...
- Geografia: localizzare i vari luoghi su una mappa...
- Giochi: Scacchi, giochi di memoria...
- Lettura: allenamento alla lettura veloce...
- Altro: imparare a leggere l'orologio, puzzle di dipinti famosi...

GCompris è software libero (è distribuito con licenza GNU GPL) ed è disponibile per GNU/Linux, macOS e Windows (ma crippleware).
Il 18 gennaio 2023 viene annunciato il rilascio della versione 3.0.